# Green Onions
Green Onions är ett instrumentalt soulalbum och en låt av den amerikanska gruppen Booker T. & the M.G.'s. Albumet gavs ut i oktober 1962 av skivbolaget Stax Records och ljudbilden domineras av Booker T. Jones Hammond M3-spel. Låten med samma namn blev gruppens största hit och nådde tredje plats på Billboardlistan 1962. Den har genom åren använts i många filmer, till exempel Sista natten med gänget 1973, och Quadrophenia 1979. Efter att den använts i den senare filmen nådde låten sjundeplatsen på singellistan i Storbritannien. Den har också använts i många reklamfilmer, i Sverige till exempel för Dressmann.

## Låtlista
1. "Green Onions" - 2:45
2. "Rinky Dink" - 2:39
3. "I Got a Woman" - 3:32
4. "Mo' Onions" - 2:50
5. "Twist and Shout" - 2:09
6. "Behave Yourself" - 3:45
7. "Stranger on the Shore" - 2:18
8. "Lonely Avenue" - 3:25
9. "One Who Really Loves You" - 2:22
10. "You Can't Sit Down" - 2:46
11. "A Woman, a Lover, a Friend" - 3:15
12. "Comin' Home Baby" - 3:09